# Опанский, Иосиф Казимирович
Ио́сиф Казими́рович Опанский (18 июля 1897, Ковенская губерния — 7 июня 1927, Московско-Белорусско-Балтийская железная дорога) — советский государственный деятель.

## Биография
Родился в деревне Столяришки Ковенской губернии.
Член РСДРП(б) с 1916, в 1917 работал в типографии ЦК РСДРП(б), в редакции газеты «Правда».
В период Гражданской войны на подпольной партийной работе в Литве и Белоруссии (партийные псевдонимы Кравчинский, Михайлов). В 1919 член Виленского горкома КП(б) Литвы и Белоруссии, исполкома горсовета, ревтрибунала, председатель Мозырского уездного ревкома.
С 1920 заместитель начальника особого отдела 16-й армии, размещавшейся на территории Белоруссии. Согласно мемуарам М. П. Шрейдера некоторое время являлся председателем ЧК в Смоленске.
С 1922 в ЧК Петроградского военного округа и Самары.
В 1923 начальник Высшей пограничной школы в Москве, помощник начальника отдела пограничной охраны и старший помощник главного инспектора войск ОГПУ.
С 1924 заместитель полномочного представителя ОГПУ по Белорусскому военному округу и одновременно (с 1926) начальник Белорусского отделения Главного таможенного управления СССР. Один из организаторов ликвидации эсеровского подполья в Белоруссии. Кандидат в члены ЦК КП(б)Б в 1925—1927. Член ЦИК Литовско-Белорусской ССР в 1919, член ЦИК БССР в 1925—1927.
Погиб при исполнении служебных обязанностей на дрезине между полустанком Ждановичи и станцией Минск (Красная звезда, 1938, 2 августа 1938, выпуск №176).
Именем И. К. Опанского названы переулок в Минске, улицы в городах Мозырь и Мытищи; его имя присвоено пионерским дружинам средних школ Минской № 16 и Мозырской № 6.

## Награды
- знак «Почётный сотрудник госбезопасности», вероятно награждён посмертно, в 1930.
- орден Трудового Красного Знамени Белорусской ССР, 8 января 1926.